# 致死性家族性不眠症
致死性家族性不眠症（ちしせいかぞくせいふみんしょう、Fatal Familial Insomnia:FFI）は、幻覚、重度の進行性不眠症、頻脈等の症状に続き、全身の不随意運動と認知症を主徴とする中枢神経の変性疾患。WHO国際疾病分類第10版（ICD-10）ではA810、病名交換用コードはARCH。治療法は現在のところ見つかっておらず、発症後の余命は多くの場合約2年以内。

## 解説
主にイタリアの家系で見出され、日本ではごく少数の家系に見出されるのみである。クロイツフェルト・ヤコブ病やゲルストマン・ストロイスラー・シャインカー症候群と共にプリオン病に分類される。プリオン蛋白遺伝子の変異した家系に見られるが、ほぼ同一の症状を示すものの遺伝子変異を持たない散発性の症例もある。後者は原因不明であり視床変性型CJDとして報告されている。いずれの場合も遺伝性があり、多くの場合は40〜50歳代で発症し男女差はない。また、CJDで特徴的な脳波の周期性同期性放電は見られず、多くの場合発症から1年以内に昏睡に陥る。なお、患者の脳組織には異常プリオンが蓄積されているため、感染性がある。

## 症状
視床内で遺伝子異常により異常プリオンが生成され、異常プリオンに触れた脳神経細胞のタンパク質が変性して、脳神経細胞が破壊される。人間は通常、脳幹から視床を通り大脳新皮質に「寝ろ」という命令が行き渡り、外部からの刺激を遮断して睡眠に至るが、視床内の脳細胞がタンパク質変性により破壊されることで、外部から大脳皮質への刺激が遮断されず、夜間の興奮や不眠などの症状が現れた後、約1年で意識がなくなり衰弱の末死に至る。
症状が進行すると、睡眠でも意識清明でもない状態となる。

## 治療法
異常プリオンを生成する遺伝子異常を治す方法がないため、現在治療法は存在しない。

## 研究事例
発症する遺伝的リスクのある無症候性キャリア（ヒト）に対する抗生物質ドキシサイクリン 100 mg/日 で10年間の予防投与試験が実施されている。
テトラサイクリン系はプリオン病に影響を与える。モデル動物の実験では生存期間の延長が認められている。ミノサイクリン・ドキシサイクリン・テトラサイクリンの有効性が示されている。

## 関連書籍
- 『眠れない一族 食人の痕跡と殺人タンパクの謎』 ダニエル・T・マックス（紀伊国屋書店）
- ナショナル ジオグラフィック、2010年5月号 [日本版] p.90-109